# Fábrica de Manufacturas Sumar
La Fábrica de Manufacturas Sumar era un complejo industrial textil ubicado en la comuna chilena de San Joaquín, en Santiago. Fundado en 1946, fue remodelado en 2016 y en la actualidad opera como un centro comercial de tipo outlet, formando parte del patrimonio arquitectónico textil Yarur-Sumar.

## Historia

### Inicios

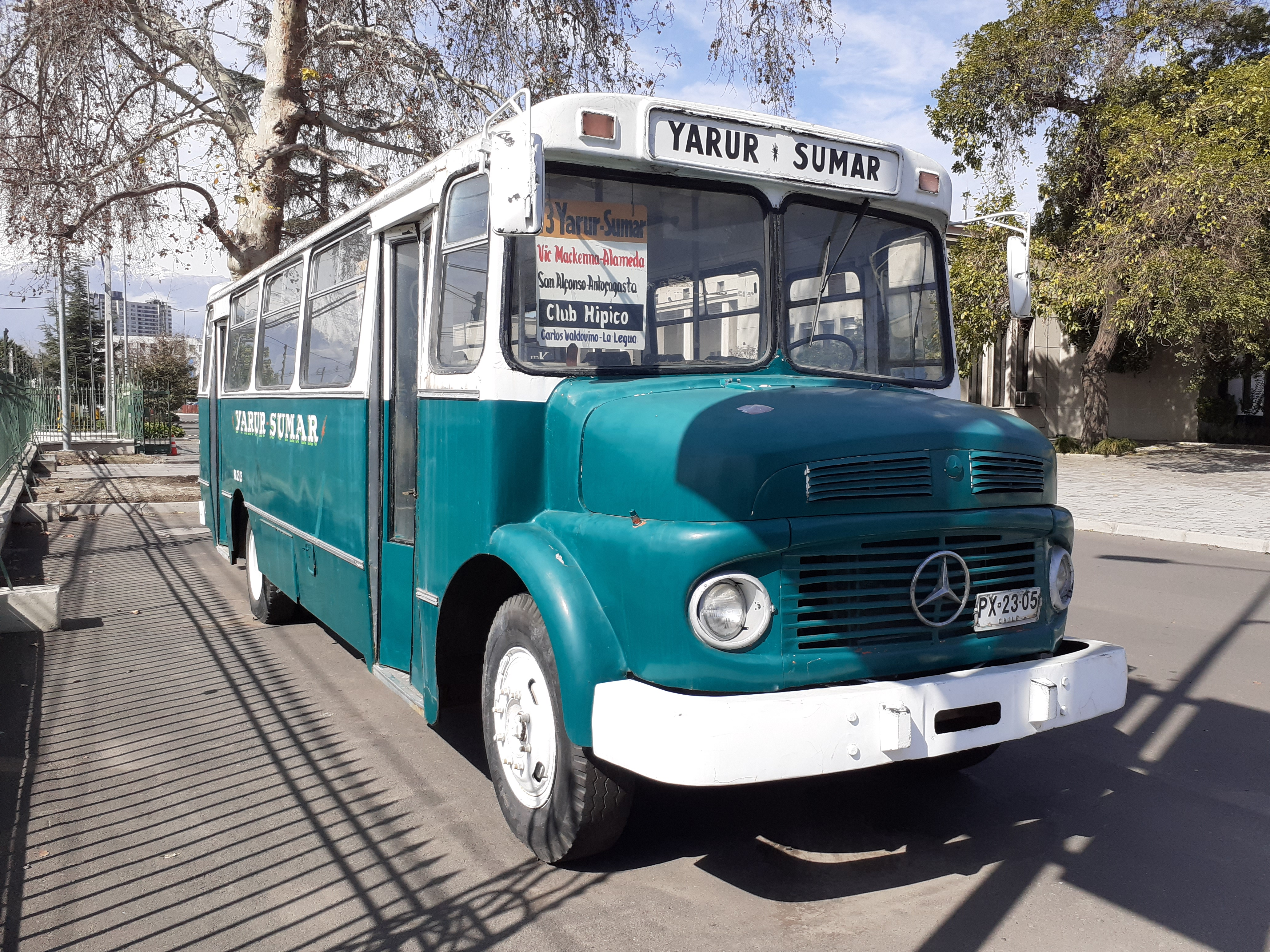
Antiguo microbús que operaba el recorrido «13 Yarur-Sumar», que conectaba las fábricas Machasa y Sumar.

En 1946 la empresa fue fundada como Fábrica Textil Sumar, compañía privada de propiedad de Salomón Sumar, un inmigrante de origen palestino, dedicada al hilado de algodón y a la elaboración de telas. A un costado de la fábrica fue construida la Población Sumar, un conjunto de viviendas destinadas al bienestar de sus trabajadores. El recinto es considerado como unos de los principales propulsores del sector industrial — y particularmente textil — de la Avenida Carlos Valdovinos.  
En 1957, la fábrica amplió su rubro y mediante la compra de hectáreas de terreno contiguo, creó la primera fábrica de nailon de Sudamérica, fibra sintética utilizada para la elaboración de vestuario y calzado, para luego elaborar poliéster para los mismos propósitos.

### Expropiación
Como parte de las expropiaciones masivas realizadas por el gobierno de la Unidad Popular, liderado por Salvador Allende, la fábrica fue estatizada en mayo de 1971, sin ser indemnizada la familia Sumar y siendo traspasada la administración completa a manos de la cooperativa de obreros de la compañía, renombrándose como Industria Textil Ex-Sumar. En enero de 1973, el propio Allende pronunció un discurso ante la asamblea de los trabajadores de la fábrica en sus dependencias, donde les aseguró que la fábrica no regresaría nunca a manos de sus anteriores dueños, a quienes acusó de «monopolistas», pese a que existían varias empresas en Santiago dedicadas al mismo rubro en manos de otros dueños, como las fábricas Caffarena, Monarch, la fábrica de tejidos Punto La Universal (Moletto), la industria Yarur Manufacturas Chilenas de Algodón, etc.

### Retorno a sus propietarios
Durante el golpe de Estado del 11 de septiembre de 1973, el recinto fue vigilado por un helicóptero de la Fuerza Aérea de Chile, el cual había sido espiado con anterioridad por efectivos de los servicios de inteligencia militares chilenos, debido a la alta presencia de dirigentes políticos y sindicales socialistas y comunistas durante todo el gobierno de Allende. Días antes, el 7 de septiembre, un allanamiento hecho por militares al interior de la fábrica, terminó con enfrentamientos con obreros militantes del Partido Comunista de Chile (PC), situación por la cual se hicieron presentes por la noche Gladys Marín, entonces Secretaria General del PC, junto a Jorge Insunza Becker, entonces diputado del mismo partido político.
Como parte de las medidas de privatización y de devolución de bienes estatizados por la Unidad Popular efectuados por la dictadura militar presidida por Augusto Pinochet, la fábrica fue devuelta a sus dueños fundadores en 1974, continuando con sus actividades productivas hasta fines de la década de 1990, durante la transición a la democracia, cuando por motivos económicos de rentabilidad y competitividad frente a los productos extranjeros, decidieron cerrar sus operaciones definitivamente en 2003, indemnizando a cada uno de sus trabajadores por los años de servicio a la compañía. 

### Actualidad

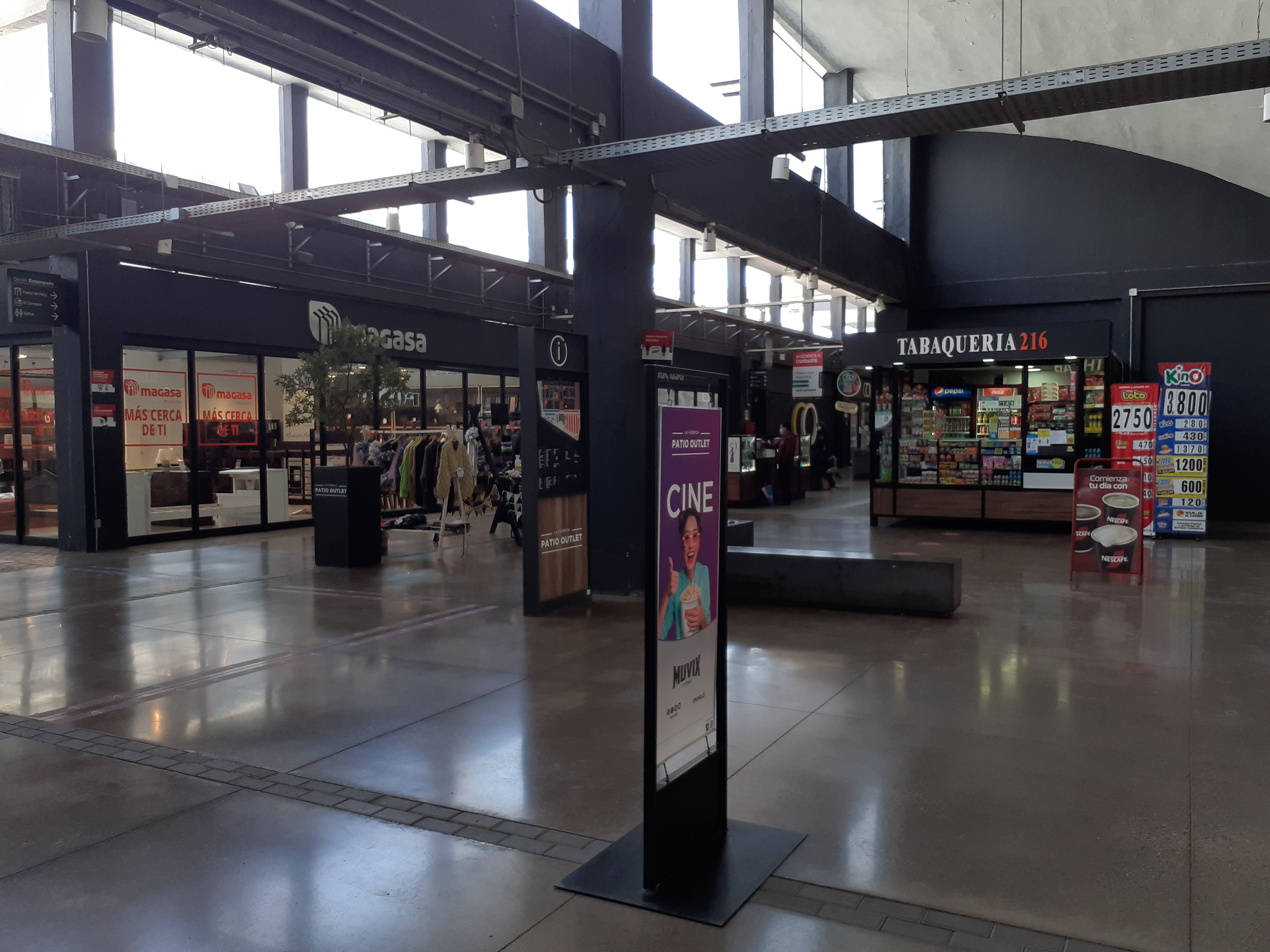
Vista interior de La Fábrica Patio Outlet.

Durante comienzos del siglo XXI, el establecimiento fue utilizado por empresas de otros rubros como bodegas. En marzo de 2015 fue presentado el proyecto de renovación del recinto para la creación de un centro comercial en su interior. El proceso de restauración y reestructuración se hizo pensado en conservar de la mejor manera el patrimonio arquitectónico del recinto, sin hacer mayores alteraciones estructurales, conservando los elementos propios de la arquitectura industrial e incorporando nuevos de acorde a su nueva finalidad comercial, en un estilo ecléctico armonioso, siendo inaugurado oficialmente el 17 de agosto de 2016 bajo el nombre de «La Fábrica Patio Outlet» —filial del Grupo Patio—, con más de cuarenta tiendas dedicadas principalmente a la venta de ropa.